# GE Capital
GE Capital est une filiale de General Electric (GE) qui fédère les services financiers du groupe. 
Basée à Norwalk dans le Connecticut, ses diverses divisions comprennent GE Capital Aviation Services, GE Real Estate, GE Energy Financial Services, GE Money et GE Commercial Distribution Finance.

## Histoire
En janvier 2009, Santander acquiert les activités de cartes de crédit de GE Capital en France, au Royaume-Uni, en Allemagne, ainsi que l'activité crédit de consommation de GE Capital en Autriche. 
En 2011, elle réalisait un résultat net de 6,5 milliards de dollars avec une implantation dans plus de cinquante pays et avec un effectif de plus de 60 000 salariés.
En juin 2014, Santander acquiert l'activité de crédit à la consommation en Suède, au Danemark et en Norvège de GE Capital.
En décembre 2014, GE Capital est en discussion exclusive avec le gouvernement hongrois, pour la nationalisation de Budapest Bank qui regroupe ses activités en Hongrie.
En mars 2015, General Electric vend à KKR, Varde Partners et Deutsche Bank, les activités de GE Capital en Australie et en Nouvelle-Zélande pour 6,26 milliards de dollars.
En avril 2015, General Electric annonce la mise en vente de la totalité de GE Capital avant la fin de l'année afin de se recentrer sur ses activités industrielles.
En juin 2015, General Electric vend pour 6,9 milliards de dollars ses activités de gestion de flottes aéroportuaires aux États-Unis, Mexique, Australie et Nouvelle-Zélande, à Element Financial, entreprise, qui avait reçu ces mêmes activités mais centrées au Canada en 2013. En parallèle, General Electric vend pour un montant indéterminé mais estimé à 3,3 milliards de dollars ses activités de gestion de flottes aéroportuaires en Europe à Arval, une filiale de BNP Paribas. En parallèle, General Electric vend ses activités de fonds d'investissements à Sumitomo Mitsui Financial Group pour 2,2 milliards de dollars.
Des représentants de Goldman Sachs auraient déclaré que GE Capital devait combler un déficit de financement de 20 milliards de dollars en vendant des actifs, afin de rembourser sa dette de 24 milliards de dollars qui viendra à échéance en 2019/2020.